# Fata care mănâncă pizza
Fata care mănâncă pizza este un film românesc din 2015 regizat de Adrian Cârlugea, Bogdan Coste, Ion Indolean. Rolurile principale au fost interpretate de actorii Cătălin Bocîrnea.

## Distribuție
Distribuția filmului este alcătuită din:
- Cătălin Bocîrnea — voice over